# Archivo Histórico Provincial de Huesca
El Archivo Histórico Provincial de Huesca (AHPHU) tiene su sede en la ciudad de Huesca y alberga parte del patrimonio documental aragonés.

## Historia
El Archivo Histórico Provincial de Huesca tiene su punto de partida en el Decreto de 12 de noviembre de 1931 (Gaceta de Madrid, 13 de noviembre) sobre régimen y denominación de los Archivos, Históricos de Protocolos e Históricos Provinciales. El 12 de diciembre de 1931 se constituye la Junta de Patronato del Archivo Histórico Provincial que, en su primera sesión, acuerda dirigirse al Ministerio de Instrucción Pública y Bellas Artes para solicitar que se dote al nuevo centro de personal y de un local adecuado. El 3 de mayo de 1932 es nombrada archivera Rosa Rodríguez Troncoso, personal del Cuerpo Archiveros Bibliotecarios y Arqueólogos desde 1930. Los primeros protocolos notariales y fondo de Papeles de Justicia llegaron al archivo el 12 de agosto de 1933, abriéndose al público en el mes de septiembre.
El Archivo Histórico Provincial de Huesca es de titularidad estatal y su gestión fue transferida a la Comunidad Autónoma de Aragón, mediante convenio firmado entre el Ministerio de Cultura y la Comunidad Autónoma, el 2 de junio de 1986.

## Edificio
El 20 de mayo de 1933 el archivo se ubicó en el antiguo cuartel de San Juan o de Quinto Sertorio, en la calle General Alsina, nº 3. En enero de 1939 se traslada al Colegio de Santiago, anejo a la sede del Ayuntamiento de Huesca. En 1980 el Ministerio de Cultura adquiere el edificio del antiguo Colegio de Dominicas de Santa Rosa. El edificio, del siglo XIX, es objeto de una reforma interior completa, obra del arquitecto Julio Enrique Simonet, por la que se adapta a las necesidades de archivo, conservando únicamente la fachada. Concluidas las obras, en 1984 el archivo se traslada a dicho edificio sito en la calle Canellas, nº 2, donde mantiene su ubicación.

## Fondos documentales

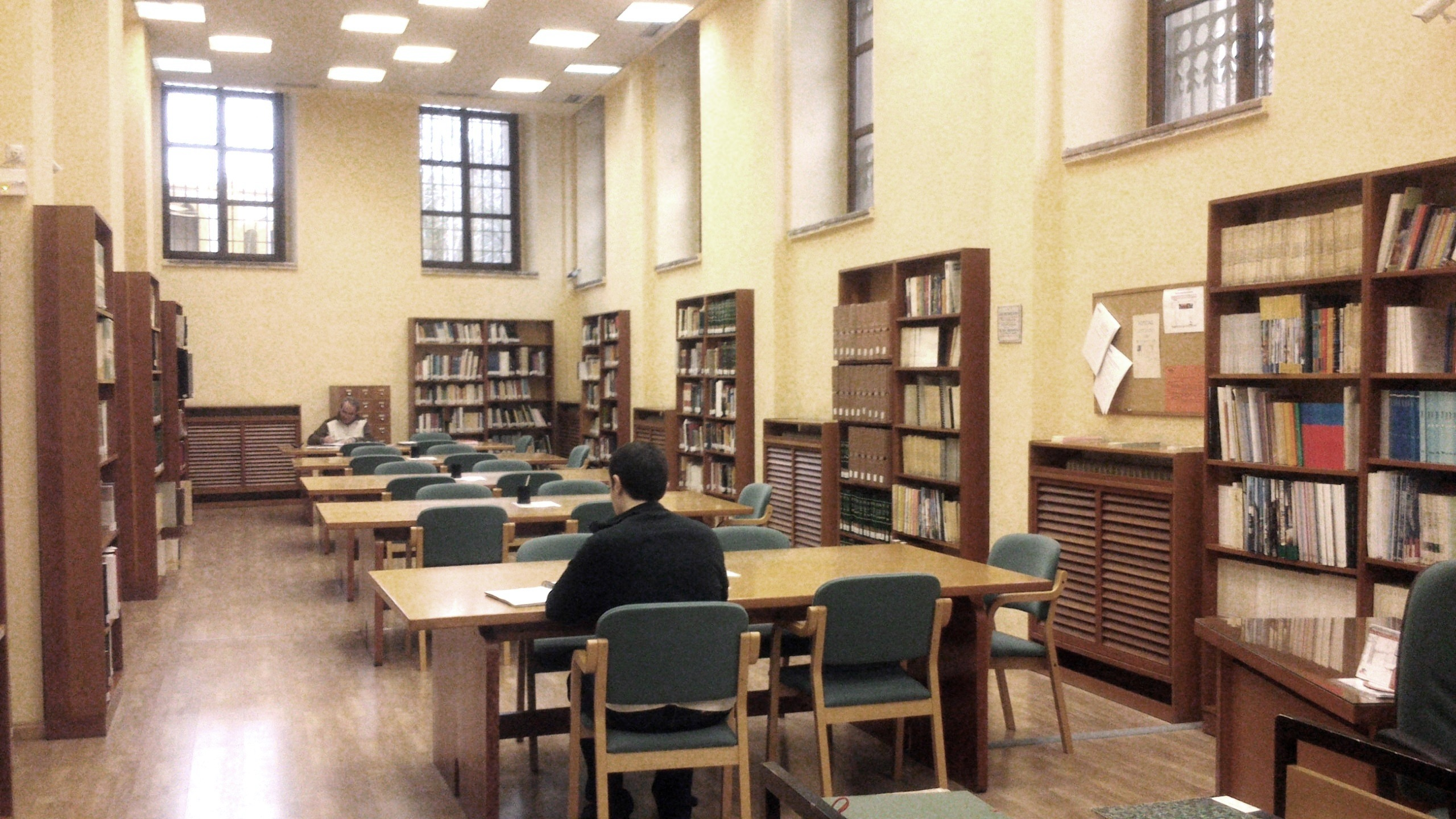
Biblioteca auxiliar del archivo

Sus fondos documentales abarcan desde 1173 hasta la actualidad y son la base para la investigación de distintos aspectos de la historia del Alto Aragón.
- Fondos relacionados con la educación y la cultura.
  - Delegación Provincial de Educación de Huesca (1835-2006). Reúne las actas de los órganos colegiados de la institución, documentación relacionada con el personal, docente y no docente, y la documentación económica derivada de su actividad.
  - Universidad Sertoriana de Huesca (1454-1845). Conservados en el Instituto de Segunda Enseñanza de Huesca hasta 1940 año en el que pasan al Archivo Histórico. A través de este fondo se puede estudiar la historia de la institución, su funcionamiento, los planes de estudio, etc.
  - Escuela Normal de Maestros de Huesca (1841-1956). La Escuela Normal expedía los títulos de Maestro Elemental y Maestro Superior. Este fondo contiene toda la documentación administrativa de la Escuela desde su creación hasta que esta se integró en la Universidad de Zaragoza. Entre sus documentos cabe destacar el expediente académico de Joaquín Costa.
  - Instituto de Bachillerato Ramón y Cajal de Huesca (1845-2003). Contiene matrices de matrículas, actas de exámenes, actas del claustro, registros de títulos, expedientes de alumnos, etc.
  - Archivo Histórico Provincial de Huesca (1931-2009).
  - Biblioteca Pública de Huesca (1847-1987).

- La historia reciente puede estudiarse a través de los fondos de distintas instituciones. Entre ellas:
  - Juzgado Instructor Provincial de Responsabilidades Políticas de Huesca (1937-1966) que reúne los expedientes tramitados por diferentes juzgados.
  - Comisión Depuradora del Magisterio Provincial (1936-1941).
  - Junta Provincial del Servicio de Libertad Vigilada (1938-1967).
  - Centro Penitenciario de Huesca (1927-1989).
  - Delegación de Regiones Devastadas de Huesca (1939-1992).
  - Movimiento Nacional que comprende los fondos de la Delegación Provincial de la Juventud (1945-1977), la Sección Femenina (1937-1977), el Diario Nueva España: el periódico de Huesca (1937-1984).
  - Organización Sindical (1938-1980).
  - Gobierno Civil (1857-1998).

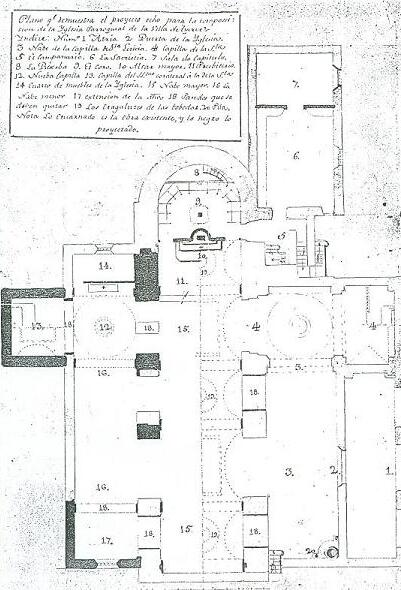
Plano de la Colegiata de San Pedro, en Ayerbe, realizado entre 1805 y 1807 (AHPHU. Sign. U-000219)

- Fondos para el estudio de la vida diaria en el Alto Aragón.
  - Protocolos notariales de la provincia de Huesca (1365-1911). Procedentes de los archivos notariales de Huesca, Jaca y Barbastro, los protocolos notariales contienen las actas, contratos y documentos otorgados ante los notarios públicos y son una fuente riquísima de información para estudiar la vida diaria de las personas y el devenir de las instituciones altoaragonesas a través de los siglos.

- Los monasterios y conventos altoraragoneses. La mayor parte de los fondos de monasterios y conventos, incautados en las desamortizaciones, se encuentran en la sección Clero del Archivo Histórico Nacional. Excepcionalmente el AHPHU conserva los fondos del Monasterio de Sigena (1173-1923), a través de ellos se puede estudiar el funcionamiento y la vida en el monasterio a lo largo de los siglos.

- Las desamortizaciones en el Alto Aragón. Los procesos de desamortización llevados a cabo en el siglo XIX en Huesca y su provincia pueden estudiarse principalmente a través de los fondos de la Delegación Provincial de Hacienda (893-2004) sin descartar la sección de Contadurías de Hipotecas (1768-1862), u otros como las Actas de sesiones de la Junta Provincial de Ventas de Bienes Nacionales, etc.

- Archivos de personajes y familias ilustres del Alto Aragón.
  - Joaquín Costa (1870-1927). Documentos escritos o recibidos por una de las figuras más destacadas del pensamiento español de finales del XIX y principios del XX. El fondo contiene apuntes de estudiante, notas, borradores de sus obras o recortes de prensa... siendo destacable la correspondencia que mantuvo con las personas más influyentes de su época.
  - Entre los archivos familiares cabe destacar los de Torres Solanot (1309-1923), Condado de Bureta, Baronía de Agón, Condado de Parcent, Marquesado de Fuente El Sol y Mayorazgo de Cespedosa, Señorío de Visimbre (Siglos XVII-XVIII), Casa Bardaxí (1396-1957), Casa Broto de Guaso (1339-1857), Señorío de Ayerbe (1302-1804), Casa Guillén (1703-1827), Familias Alamán y alcalde de Jaca (1561-1680).

- También posee un interesante colección de cilindros fonográficos procedentes de la Imprenta y librería Pérez (Huesca) (1898-1907).

## Acceso
Los documentos depositados en el Archivo Histórico Provincial forman parte del Patrimonio Documental Español y Aragonés por ello son de libre consulta (Ley de Patrimonio Histórico Español (LPHE), artículo 49.2). No obstante, pueden existir limitaciones por razones de conservación (LPHE, art. 62) o en caso de contener datos personales que puedan afectar a la seguridad de las personas, a su honor, a la intimidad de su vida privada y familiar y a su propia imagen (Ley Orgánica 15/1999, de 13 de diciembre, de Protección de Datos de Carácter Personal).